# 庫樓六
库楼六（HD 113703，半人马座f，f Cen）是半人马座的一颗恒星，距离地球约414光年。库楼六是一颗蓝-白B型主序矮星，视星等为+4.71。